# Pseudaptinus tenicollis
Pseudaptinus tenicollis är en skalbaggsart som beskrevs av Leconte. Pseudaptinus tenicollis ingår i släktet Pseudaptinus och familjen jordlöpare. Inga underarter finns listade i Catalogue of Life.